# Torneo Clausura 2021 (Liga Pepsi Femenil)
El Torneo Clausura 2021 fue la undécima edición del campeonato de liga de la Primera División Femenil de El Salvador con el que se terminó la temporada 2020-21. La Primera División Femenil de El Salvador, conocida también como Liga Pepsi Femenil, es la principal liga de fútbol profesional femenil en El Salvador la cual está regulada por la Federación Salvadoreña de Fútbol.

## Formato de competencia
El torneo de la Liga Pepsi Femenil, está conformado en tres partes:

### Primera fase
- La primera fase será regional, con los equipos divididos en tres cuadrangulares por criterio geográfico.
- Los equipos se enfrentarán a dos vueltas todos contra todos. Los primeros y cuartos lugares, de cada grupo, entran a una segunda fase y los segundos y terceros en otra, para disputar la fase final.

### Segunda fase
- La segunda fase se jugará con dos hexagonales de la siguiente manera:

| Grupo A              |  | Grupo B              |
| -------------------- |  | -------------------- |
| 1.er lugar occidente |  | 2.º lugar occidente  |
| 4.º lugar occidente  |  | 3.er lugar occidente |
| 1.er lugar centro    |  | 2.º lugar centro     |
| 4.º lugar centro     |  | 3.er lugar centro    |
| 1.er oriente         |  | 2.º lugar oriente    |
| 4.º oriente          |  | 3.er lugar oriente   |

- Los equipos se enfrentarán a dos vueltas todos contra todos.
- Clasificarán a la fase final los mejores cuatro de la hexagonal.

### Fase final
Los ocho clubes calificados para esta fase del torneo serán reubicados de acuerdo con el lugar que ocupen en la tabla Hexagonal al término de la jornada 10, con el puesto del número uno al club mejor clasificado, y así hasta el número 8. Los partidos a esta fase se desarrollarán a visita, en las siguientes etapas:
- Cuartos de final
- Semifinales
- Final

Los clubes vencedores en los partidos de cuartos de final y semifinal serán aquellos que en los dos juegos anoten el mayor número de goles. De existir empate en el número de goles anotados, la posición se definirá a favor del club con mayor cantidad de goles a favor cuando actúe como visitante.
Si una vez aplicado el criterio anterior los clubes siguieran empatados, se tendrá que definir el clasificado en los tiros desde el punto penal.
Los partidos correspondientes a la fase final se jugarán obligatoriamente los días miércoles y sábado, y jueves y domingo eligiendo, en su caso, exclusivamente en forma descendente, los cuatro clubes mejor clasificados en la tabla general al término de la jornada 17, el día y horario de su partido como local. Los siguientes cuatro clubes podrán elegir únicamente el horario.
El club vencedor de la final y por lo tanto Campeón, será aquel que en los dos partidos anote el mayor número de goles. Si al término del tiempo reglamentario el partido está empatado, se agregarán dos tiempos extras de 15 minutos cada uno. De persistir el empate en estos periodos, se procederá a lanzar tiros penales hasta que resulte un vencedor.

Los partidos de cuartos de final se jugarán de la siguiente manera:
En las semifinales participarán los cuatro clubes vencedores de cuartos de final, reubicándolos del uno al cuatro, de acuerdo a su mejor posición en la tabla Hexagonal de clasificación al término de la jornada 10 del torneo correspondiente, enfrentándose:
Disputarán el título de Campeón del Torneo de Apertura 2020, los dos clubes vencedores de la fase semifinal correspondiente a partido único. De no haber un club vencedor en el tiempo reglamentario, se procederá a jugar la prórroga. Y si no hay campeón en la prórroga, se decidirá en las tanda de penaltis.

### Criterios de desempate
El orden de clasificación de los equipos al finalizar cada fase, se determinará en una tabla de cómputo general, de la siguiente manera:
- 1) Mayor cantidad de puntos.
- 2) Mayor diferencia de goles a favor; en caso de igualdad;
- 3) Mayor cantidad de goles a favor; en caso de igualdad;
- 4) Mejor performance en los partidos que se enfrentaron entre sí en cada etapa; en caso de igualdad;
- 5) Sorteo público.

## Equipos por ubicación geográfica
| \| Departamento \| N.° \| Equipos \| \| ------------ \| --- \| -------------------------------- \| \| Santa Ana \| 2 \| - FAS - Isidro Metapán \| \| San Salvador \| 2 \| - Alianza Women - Atlético Marte \| \| San Miguel \| 1 \| - Águila \| \| La Libertad \| 1 \| - Santa Tecla \| \| Usulután \| 1 \| - Luis Ángel Firpo \| \| La Unión \| 1 \| - Municipal Limeño \| \| Chalatenango \| 1 \| - Chalatenango \| \| Sonsonate \| 1 \| - Sonsonate \| \| Morazán \| 1 \| - Jocoro \| \| Ahuachapán \| 1 \| - 11 Deportivo \| | 11 Deportivo Isidro Metapán FAS Sonsonate Santa Tecla San Salvador Chalatenango Luis Ángel Firpo Águila Jocoro Municipal Limeño Equipos de San Salvador: Alianza Women Atlético Marte |                                  |
| Departamento | N.° | Equipos                          |
| Santa Ana | 2 | - FAS - Isidro Metapán           |
| San Salvador | 2 | - Alianza Women - Atlético Marte |
| San Miguel | 1 | - Águila                         |
| La Libertad | 1 | - Santa Tecla                    |
| Usulután | 1 | - Luis Ángel Firpo               |
| La Unión | 1 | - Municipal Limeño               |
| Chalatenango | 1 | - Chalatenango                   |
| Sonsonate | 1 | - Sonsonate                      |
| Morazán | 1 | - Jocoro                         |
| Ahuachapán | 1 | - 11 Deportivo                   |

## Primera fase (fase de grupos)

### Grupo occidental
| Equipo         | PJ | PG | PE | PP | GF | GC | Dif | Pts |
| -------------- | -- | -- | -- | -- | -- | -- | --- | --- |
| FAS            | 6  | 6  | 0  | 0  | 39 | 4  | 35  | 18  |
| Isidro Metapán | 6  | 3  | 0  | 3  | 9  | 14 | -5  | 9   |
| Sonsonate      | 6  | 3  | 0  | 3  | 10 | 21 | -11 | 9   |
| 11 Deportivo   | 6  | 0  | 0  | 6  | 4  | 23 | -19 | 0   |

| L\V |       |       |       |       |
|     |       | 6 - 1 | 8 - 0 | 8 - 1 |
|     | 0 - 5 |       | 1 - 0 | 4 - 0 |
|     | 1 - 6 | 1 - 2 |       | 0 - 2 |
|     | 1 - 6 | 2 - 1 | 4 - 2 |       |

|  | Clasificados al Grupo A. |
|  | Clasificados al Grupo B. |

| \| Fecha \| Estadio (Ciudad) \| Local \| Resultado \| Visitante \| \| --------------------- \| ----------------------------------------- \| -------------- \| --------- \| -------------- \| \| 13 de febrero de 2020 \| Estadio Arturo Simeón Magaña (Ahuachapán) \| 11 Deportivo \| 0–2 \| Sonsonate \| \| 14 de febrero de 2020 \| Estadio Jorge Calero Suárez (Metapán) \| Isidro Metapán \| 0–5 \| FAS \| \| 18 de febrero de 2020 \| Estadio Jorge Calero Suárez (Metapán) \| Isidro Metapán \| 1–0 \| 11 Deportivo \| \| 18 de febrero de 2020 \| Estadio Óscar Alberto Quiteño (Santa Ana) \| FAS \| 8–1 \| Sonsonate \| \| 20 de febrero de 2020 \| Estadio Arturo Simeón Magaña (Ahuachapán) \| 11 Deportivo \| 1–6 \| FAS \| \| 20 de febrero de 2020 \| Estadio Ana Mercedes Campos (Sonsonate) \| Sonsonate \| 2–1 \| Isidro Metapán \| \| 6 de marzo de 2020 \| Estadio Óscar Alberto Quiteño (Santa Ana) \| FAS \| 6–1 \| Isidro Metapán \| \| 6 de marzo de 2020 \| Estadio Ana Mercedes Campos (Sonsonate) \| Sonsonate \| 4–2 \| 11 Deportivo \| \| 10 de marzo de 2020 \| Estadio Arturo Simeón Magaña (Ahuachapán) \| 11 Deportivo \| 1–2 \| Isidro Metapán \| \| 10 de marzo de 2020 \| Estadio Ana Mercedes Campos (Sonsonate) \| Sonsonate \| 1–6 \| FAS \| \| 13 de marzo de 2020 \| Estadio Óscar Alberto Quiteño (Santa Ana) \| FAS \| 8–0 \| 11 Deportivo \| \| 14 de marzo de 2020 \| Estadio Jorge Calero Suárez (Metapán) \| Isidro Metapán \| 4–0 \| Sonsonate \| |                                           |                |           |                |
| Fecha | Estadio (Ciudad)                          | Local          | Resultado | Visitante      |
| 13 de febrero de 2020 | Estadio Arturo Simeón Magaña (Ahuachapán) | 11 Deportivo   | 0–2       | Sonsonate      |
| 14 de febrero de 2020 | Estadio Jorge Calero Suárez (Metapán)     | Isidro Metapán | 0–5       | FAS            |
| 18 de febrero de 2020 | Estadio Jorge Calero Suárez (Metapán)     | Isidro Metapán | 1–0       | 11 Deportivo   |
| 18 de febrero de 2020 | Estadio Óscar Alberto Quiteño (Santa Ana) | FAS            | 8–1       | Sonsonate      |
| 20 de febrero de 2020 | Estadio Arturo Simeón Magaña (Ahuachapán) | 11 Deportivo   | 1–6       | FAS            |
| 20 de febrero de 2020 | Estadio Ana Mercedes Campos (Sonsonate)   | Sonsonate      | 2–1       | Isidro Metapán |
| 6 de marzo de 2020 | Estadio Óscar Alberto Quiteño (Santa Ana) | FAS            | 6–1       | Isidro Metapán |
| 6 de marzo de 2020 | Estadio Ana Mercedes Campos (Sonsonate)   | Sonsonate      | 4–2       | 11 Deportivo   |
| 10 de marzo de 2020 | Estadio Arturo Simeón Magaña (Ahuachapán) | 11 Deportivo   | 1–2       | Isidro Metapán |
| 10 de marzo de 2020 | Estadio Ana Mercedes Campos (Sonsonate)   | Sonsonate      | 1–6       | FAS            |
| 13 de marzo de 2020 | Estadio Óscar Alberto Quiteño (Santa Ana) | FAS            | 8–0       | 11 Deportivo   |
| 14 de marzo de 2020 | Estadio Jorge Calero Suárez (Metapán)     | Isidro Metapán | 4–0       | Sonsonate      |

### Grupo central
| Equipo         | PJ | PG | PE | PP | GF | GC | Dif | Pts |
| -------------- | -- | -- | -- | -- | -- | -- | --- | --- |
| Alianza Women  | 6  | 6  | 0  | 0  | 37 | 3  | 34  | 18  |
| Santa Tecla    | 6  | 4  | 0  | 2  | 13 | 8  | 5   | 12  |
| Chalatenango   | 6  | 2  | 0  | 4  | 8  | 16 | -8  | 6   |
| Atlético Marte | 6  | 0  | 0  | 6  | 2  | 33 | -31 | 0   |

| L\V |       |        |       |       |
|     |       | 11 - 0 | 7 - 1 | 3 - 0 |
|     | 0 - 9 |        | 0 - 2 | 1 - 4 |
|     | 0 - 4 | 5 - 0  |       | 0 - 3 |
|     | 2 - 3 | 2 - 1  | 2 - 0 |       |

|  | Clasificados al Grupo A. |
|  | Clasificados al Grupo B. |

| \| Fecha \| Estadio (Ciudad) \| Local \| Resultado \| Visitante \| \| --------------------- \| --------------------------------------------- \| -------------- \| --------- \| -------------- \| \| 13 de febrero de 2020 \| Estadio Cuscatlán (San Salvador) \| Alianza Women \| 3–0 \| Santa Tecla \| \| 14 de febrero de 2020 \| Estadio José Gregorio Martínez (Chalatenango) \| Chalatenango \| 5–0 \| Atlético Marte \| \| 18 de febrero de 2020 \| Estadio José Gregorio Martínez (Chalatenango) \| Chalatenango \| 0–4 \| Alianza Women \| \| 18 de febrero de 2020 \| Estadio Vitoria (Nejapa) \| Atlético Marte \| 1–4 \| Santa Tecla \| \| 21 de febrero de 2020 \| Estadio Nacional Las Delicias (Santa Tecla) \| Santa Tecla \| 2–0 \| Chalatenango \| \| 21 de febrero de 2020 \| Cancha 1 FESFUT (San Salvador) \| Alianza Women \| 11–0 \| Atlético Marte \| \| 6 de marzo de 2020 \| Estadio Nacional Las Delicias (Santa Tecla) \| Santa Tecla \| 2–3 \| Alianza Women \| \| 6 de marzo de 2020 \| Estadio Vitoria (Nejapa) \| Atlético Marte \| 0–2 \| Chalatenango \| \| 10 de marzo de 2020 \| Estadio Nacional Las Delicias (Santa Tecla) \| Santa Tecla \| 2–1 \| Atlético Marte \| \| 10 de marzo de 2020 \| Estadio Joaquín Gutiérrez (Apopa) \| Alianza Women \| 7–1 \| Chalatenango \| \| 13 de marzo de 2020 \| Estadio Cuscatlán (San Salvador) \| Atlético Marte \| 0–9 \| Alianza Women \| \| 14 de marzo de 2020 \| Estadio José Gregorio Martínez (Chalatenango) \| Chalatenango \| 0–3 \| Santa Tecla \| |                                               |                |           |                |
| Fecha | Estadio (Ciudad)                              | Local          | Resultado | Visitante      |
| 13 de febrero de 2020 | Estadio Cuscatlán (San Salvador)              | Alianza Women  | 3–0       | Santa Tecla    |
| 14 de febrero de 2020 | Estadio José Gregorio Martínez (Chalatenango) | Chalatenango   | 5–0       | Atlético Marte |
| 18 de febrero de 2020 | Estadio José Gregorio Martínez (Chalatenango) | Chalatenango   | 0–4       | Alianza Women  |
| 18 de febrero de 2020 | Estadio Vitoria (Nejapa)                      | Atlético Marte | 1–4       | Santa Tecla    |
| 21 de febrero de 2020 | Estadio Nacional Las Delicias (Santa Tecla)   | Santa Tecla    | 2–0       | Chalatenango   |
| 21 de febrero de 2020 | Cancha 1 FESFUT (San Salvador)                | Alianza Women  | 11–0      | Atlético Marte |
| 6 de marzo de 2020 | Estadio Nacional Las Delicias (Santa Tecla)   | Santa Tecla    | 2–3       | Alianza Women  |
| 6 de marzo de 2020 | Estadio Vitoria (Nejapa)                      | Atlético Marte | 0–2       | Chalatenango   |
| 10 de marzo de 2020 | Estadio Nacional Las Delicias (Santa Tecla)   | Santa Tecla    | 2–1       | Atlético Marte |
| 10 de marzo de 2020 | Estadio Joaquín Gutiérrez (Apopa)             | Alianza Women  | 7–1       | Chalatenango   |
| 13 de marzo de 2020 | Estadio Cuscatlán (San Salvador)              | Atlético Marte | 0–9       | Alianza Women  |
| 14 de marzo de 2020 | Estadio José Gregorio Martínez (Chalatenango) | Chalatenango   | 0–3       | Santa Tecla    |

### Grupo oriental
| Equipo           | PJ | PG | PE | PP | GF | GC | Dif | Pts |
| ---------------- | -- | -- | -- | -- | -- | -- | --- | --- |
| Municipal Limeño | 6  | 6  | 0  | 0  | 23 | 1  | 22  | 18  |
| Luis Ángel Firpo | 6  | 3  | 0  | 3  | 10 | 9  | 1   | 9   |
| Águila           | 6  | 2  | 1  | 3  | 5  | 16 | -11 | 7   |
| Jocoro           | 6  | 0  | 1  | 5  | 3  | 15 | -12 | 1   |

| L\V |       |       |       |       |
|     |       | 2 - 1 | 0 - 4 | 0 - 4 |
|     | 1 - 1 |       | 0 - 4 | 1 - 2 |
|     | 5 - 0 | 4 - 0 |       | 3 - 1 |
|     | 1 - 2 | 2 - 0 | 0 - 3 |       |

|  | Clasificados al Grupo A. |
|  | Clasificados al Grupo B. |

| \| Fecha \| Estadio (Ciudad) \| Local \| Resultado \| Visitante \| \| --------------------- \| ----------------------------------------------------- \| ---------------- \| --------- \| ---------------- \| \| 14 de febrero de 2020 \| Estadio Juan Francisco Barraza (San Miguel) \| Águila \| 0–4 \| Municipal Limeño \| \| 15 de febrero de 2020 \| Polideportivo Tierra de fuego (Jocoro) \| Jocoro \| 1–2 \| Luis Ángel Firpo \| \| 18 de febrero de 2020 \| Estadio Dr. Ramón Flores Berríos (Santa Rosa de Lima) \| Municipal Limeño \| 3–1 \| Luis Ángel Firpo \| \| 18 de febrero de 2020 \| Estadio Juan Francisco Barraza (San Miguel) \| Águila \| 2–1 \| Jocoro \| \| 20 de febrero de 2020 \| Estadio Sergio Torres Rivera (Usulután) \| Luis Ángel Firpo \| 1–2 \| Águila \| \| 22 de febrero de 2020 \| Polideportivo Tierra de fuego (Jocoro) \| Jocoro \| 0–4 \| Municipal Limeño \| \| 5 de marzo de 2020 \| Estadio Dr. Ramón Flores Berríos (Santa Rosa de Lima) \| Municipal Limeño \| 5–0 \| Águila \| \| 7 de marzo de 2020 \| Estadio Sergio Torres Rivera (Usulután) \| Luis Ángel Firpo \| 2–0 \| Jocoro \| \| 11 de marzo de 2020 \| Polideportivo Tierra de fuego (Jocoro) \| Jocoro \| 1–1 \| Águila \| \| 11 de marzo de 2020 \| Estadio Sergio Torres Rivera (Usulután) \| Luis Ángel Firpo \| 0–3 \| Municipal Limeño \| \| 13 de marzo de 2020 \| Estadio Dr. Ramón Flores Berríos (Santa Rosa de Lima) \| Municipal Limeño \| 4–0 \| Jocoro \| \| 14 de marzo de 2020 \| Estadio Juan Francisco Barraza (San Miguel) \| Águila \| 0–4 \| Luis Ángel Firpo \| |                                                       |                  |           |                  |
| Fecha | Estadio (Ciudad)                                      | Local            | Resultado | Visitante        |
| 14 de febrero de 2020 | Estadio Juan Francisco Barraza (San Miguel)           | Águila           | 0–4       | Municipal Limeño |
| 15 de febrero de 2020 | Polideportivo Tierra de fuego (Jocoro)                | Jocoro           | 1–2       | Luis Ángel Firpo |
| 18 de febrero de 2020 | Estadio Dr. Ramón Flores Berríos (Santa Rosa de Lima) | Municipal Limeño | 3–1       | Luis Ángel Firpo |
| 18 de febrero de 2020 | Estadio Juan Francisco Barraza (San Miguel)           | Águila           | 2–1       | Jocoro           |
| 20 de febrero de 2020 | Estadio Sergio Torres Rivera (Usulután)               | Luis Ángel Firpo | 1–2       | Águila           |
| 22 de febrero de 2020 | Polideportivo Tierra de fuego (Jocoro)                | Jocoro           | 0–4       | Municipal Limeño |
| 5 de marzo de 2020 | Estadio Dr. Ramón Flores Berríos (Santa Rosa de Lima) | Municipal Limeño | 5–0       | Águila           |
| 7 de marzo de 2020 | Estadio Sergio Torres Rivera (Usulután)               | Luis Ángel Firpo | 2–0       | Jocoro           |
| 11 de marzo de 2020 | Polideportivo Tierra de fuego (Jocoro)                | Jocoro           | 1–1       | Águila           |
| 11 de marzo de 2020 | Estadio Sergio Torres Rivera (Usulután)               | Luis Ángel Firpo | 0–3       | Municipal Limeño |
| 13 de marzo de 2020 | Estadio Dr. Ramón Flores Berríos (Santa Rosa de Lima) | Municipal Limeño | 4–0       | Jocoro           |
| 14 de marzo de 2020 | Estadio Juan Francisco Barraza (San Miguel)           | Águila           | 0–4       | Luis Ángel Firpo |

## Segunda fase (fase hexagonal)

### Grupo A
| Equipo               | PJ | PG | PE | PP | GF | GC | Dif | Pts |
| -------------------- | -- | -- | -- | -- | -- | -- | --- | --- |
| FAS (C)              | 10 | 9  | 0  | 1  | 54 | 5  | 49  | 27  |
| Alianza Women (C)    | 10 | 8  | 0  | 2  | 49 | 9  | 40  | 24  |
| Municipal Limeño (C) | 10 | 7  | 0  | 3  | 29 | 9  | 20  | 21  |
| Atlético Marte (C)   | 10 | 2  | 1  | 7  | 19 | 58 | -39 | 7   |
| 11 Deportivo         | 10 | 1  | 2  | 7  | 6  | 46 | -40 | 5   |
| Jocoro               | 10 | 1  | 1  | 8  | 4  | 34 | -30 | 4   |

| L\V |        |       |        |       |       |       |
|     |        | 8 - 1 | 1 - 0  | 8 - 0 | 1 - 3 | 7 - 1 |
|     | 2 - 10 |       | 2 - 10 | 5 - 1 | 1 - 5 | 3 - 2 |
|     | 2 - 1  | 9 - 1 |        | 5 - 0 | 2 - 0 | 6 - 1 |
|     | 0 - 4  | 3 - 2 | 0 - 5  |       | 0 - 4 | 0 - 0 |
|     | 0 - 1  | 8 - 0 | 0 - 1  | 3 - 1 |       | 1 - 0 |
|     | 0 - 8  | 2 - 2 | 0 - 14 | 1 - 0 | 0 - 5 |       |

|  | Líder, clasificado a los cuartos de final. |
|  | Clasificados a los cuartos de final.       |

| \| Fecha \| Estadio (Ciudad) \| Local \| Resultado \| Visitante \| \| ------------------- \| ----------------------------------------- \| ---------------- \| --------- \| ---------------- \| \| 21 de marzo de 2021 \| Arturo Simeón Magaña (Ahuachapán) \| 11 Deportivo \| 0–8 \| Alianza Women \| \| 21 de marzo de 2021 \| Polideportivo Tierra de fuego (Jocoro) \| Jocoro \| 3–2 \| Atlético Marte \| \| 21 de marzo de 2021 \| Ramón Flores Berríos (Santa Rosa de Lima) \| Municipal Limeño \| 0–1 \| FAS \| \| 27 de marzo de 2021 \| Óscar Alberto Quiteño (Santa Ana) \| FAS \| 6–1 \| 11 Deportivo \| \| 27 de marzo de 2021 \| Polideportivo Tierra de fuego (Jocoro) \| Jocoro \| 0–4 \| Municipal Limeño \| \| 27 de marzo de 2021 \| Vitoria (Nejapa) \| Atlético Marte \| 2–10 \| Alianza Women \| \| 1 de abril de 2021 \| Cancha 1 FESFUT (San Salvador) \| Alianza Women \| 1–0 \| FAS \| \| 3 de abril de 2021 \| Ramón Flores Berríos (Santa Rosa de Lima) \| Municipal Limeño \| 8–0 \| Atlético Marte \| \| 3 de abril de 2021 \| Arturo Simeón Magaña (Ahuachapán) \| 11 Deportivo \| 1–0 \| Jocoro \| \| 7 de abril de 2021 \| Ramón Flores Berríos (Santa Rosa de Lima) \| Municipal Limeño \| 1–0 \| 11 Deportivo \| \| 7 de abril de 2021 \| Polideportivo Tierra de fuego (Jocoro) \| Jocoro \| 0–4 \| Alianza Women \| \| 14 de abril de 2021 \| Vitoria (Nejapa) \| Atlético Marte \| 2–10 \| FAS \| \| 10 de abril de 2021 \| Arturo Simeón Magaña (Ahuachapán) \| 11 Deportivo \| 2–2 \| Atlético Marte \| \| 14 de abril de 2021 \| Joaquín Gutiérrez (Apopa) \| Alianza \| 1–3 \| Municipal Limeño \| \| 29 de abril de 2021 \| Óscar Alberto Quiteño (Santa Ana) \| FAS \| 2–0 \| Jocoro \| \| 17 de abril de 2021 \| Cancha 1 FESFUT (San Salvador) \| Alianza Women \| 7–1 \| 11 Deportivo \| \| 17 de abril de 2021 \| Óscar Alberto Quiteño (Santa Ana) \| FAS \| 5–0 \| Municipal Limeño \| \| 17 de abril de 2021 \| Vitoria (Nejapa) \| Atlético Marte \| 5–1 \| Jocoro \| \| 21 de abril de 2021 \| Ramón Flores Berríos (Santa Rosa de Lima) \| Municipal Limeño \| 3–0 \| Jocoro \| \| 21 de abril de 2021 \| Cancha 1 FESFUT (San Salvador) \| Alianza Women \| 8–1 \| Atlético Marte \| \| 22 de abril de 2021 \| Arturo Simeón Magaña (Ahuachapán) \| 11 Deportivo \| 0–14 \| FAS \| \| 24 de abril de 2021 \| Polideportivo Tierra de fuego (Jocoro) \| Jocoro \| 0–0 \| 11 Deportivo \| \| 24 de abril de 2021 \| Óscar Alberto Quiteño (Santa Ana) \| FAS \| 2–1 \| Alianza Women \| \| 25 de abril de 2021 \| Vitoria (Nejapa) \| Atlético Marte \| 1–5 \| Municipal Limeño \| \| 27 de abril de 2021 \| Óscar Alberto Quiteño (Santa Ana) \| FAS \| 9–1 \| Atlético Marte \| \| 27 de abril de 2021 \| Cancha 1 FESFUT (San Salvador) \| Alianza Women \| 8–0 \| Jocoro \| \| 27 de abril de 2021 \| Arturo Simeón Magaña (Ahuachapán) \| 11 Deportivo \| 0–5 \| Municipal Limeño \| \| 2 de mayo de 2021 \| Vitoria (Nejapa) \| Atlético Marte \| 3–2 \| 11 Deportivo \| \| 2 de mayo de 2021 \| Polideportivo Tierra de fuego (Jocoro) \| Jocoro \| 0–5 \| FAS \| \| 2 de mayo de 2021 \| Ramón Flores Berríos (Santa Rosa de Lima) \| Municipal Limeño \| 0–1 \| Alianza Women \| |                                           |                  |           |                  |
| Fecha | Estadio (Ciudad)                          | Local            | Resultado | Visitante        |
| 21 de marzo de 2021 | Arturo Simeón Magaña (Ahuachapán)         | 11 Deportivo     | 0–8       | Alianza Women    |
| 21 de marzo de 2021 | Polideportivo Tierra de fuego (Jocoro)    | Jocoro           | 3–2       | Atlético Marte   |
| 21 de marzo de 2021 | Ramón Flores Berríos (Santa Rosa de Lima) | Municipal Limeño | 0–1       | FAS              |
| 27 de marzo de 2021 | Óscar Alberto Quiteño (Santa Ana)         | FAS              | 6–1       | 11 Deportivo     |
| 27 de marzo de 2021 | Polideportivo Tierra de fuego (Jocoro)    | Jocoro           | 0–4       | Municipal Limeño |
| 27 de marzo de 2021 | Vitoria (Nejapa)                          | Atlético Marte   | 2–10      | Alianza Women    |
| 1 de abril de 2021 | Cancha 1 FESFUT (San Salvador)            | Alianza Women    | 1–0       | FAS              |
| 3 de abril de 2021 | Ramón Flores Berríos (Santa Rosa de Lima) | Municipal Limeño | 8–0       | Atlético Marte   |
| 3 de abril de 2021 | Arturo Simeón Magaña (Ahuachapán)         | 11 Deportivo     | 1–0       | Jocoro           |
| 7 de abril de 2021 | Ramón Flores Berríos (Santa Rosa de Lima) | Municipal Limeño | 1–0       | 11 Deportivo     |
| 7 de abril de 2021 | Polideportivo Tierra de fuego (Jocoro)    | Jocoro           | 0–4       | Alianza Women    |
| 14 de abril de 2021 | Vitoria (Nejapa)                          | Atlético Marte   | 2–10      | FAS              |
| 10 de abril de 2021 | Arturo Simeón Magaña (Ahuachapán)         | 11 Deportivo     | 2–2       | Atlético Marte   |
| 14 de abril de 2021 | Joaquín Gutiérrez (Apopa)                 | Alianza          | 1–3       | Municipal Limeño |
| 29 de abril de 2021 | Óscar Alberto Quiteño (Santa Ana)         | FAS              | 2–0       | Jocoro           |
| 17 de abril de 2021 | Cancha 1 FESFUT (San Salvador)            | Alianza Women    | 7–1       | 11 Deportivo     |
| 17 de abril de 2021 | Óscar Alberto Quiteño (Santa Ana)         | FAS              | 5–0       | Municipal Limeño |
| 17 de abril de 2021 | Vitoria (Nejapa)                          | Atlético Marte   | 5–1       | Jocoro           |
| 21 de abril de 2021 | Ramón Flores Berríos (Santa Rosa de Lima) | Municipal Limeño | 3–0       | Jocoro           |
| 21 de abril de 2021 | Cancha 1 FESFUT (San Salvador)            | Alianza Women    | 8–1       | Atlético Marte   |
| 22 de abril de 2021 | Arturo Simeón Magaña (Ahuachapán)         | 11 Deportivo     | 0–14      | FAS              |
| 24 de abril de 2021 | Polideportivo Tierra de fuego (Jocoro)    | Jocoro           | 0–0       | 11 Deportivo     |
| 24 de abril de 2021 | Óscar Alberto Quiteño (Santa Ana)         | FAS              | 2–1       | Alianza Women    |
| 25 de abril de 2021 | Vitoria (Nejapa)                          | Atlético Marte   | 1–5       | Municipal Limeño |
| 27 de abril de 2021 | Óscar Alberto Quiteño (Santa Ana)         | FAS              | 9–1       | Atlético Marte   |
| 27 de abril de 2021 | Cancha 1 FESFUT (San Salvador)            | Alianza Women    | 8–0       | Jocoro           |
| 27 de abril de 2021 | Arturo Simeón Magaña (Ahuachapán)         | 11 Deportivo     | 0–5       | Municipal Limeño |
| 2 de mayo de 2021 | Vitoria (Nejapa)                          | Atlético Marte   | 3–2       | 11 Deportivo     |
| 2 de mayo de 2021 | Polideportivo Tierra de fuego (Jocoro)    | Jocoro           | 0–5       | FAS              |
| 2 de mayo de 2021 | Ramón Flores Berríos (Santa Rosa de Lima) | Municipal Limeño | 0–1       | Alianza Women    |

### Grupo B
| Equipo               | PJ | PG | PE | PP | GF | GC | Dif | Pts |
| -------------------- | -- | -- | -- | -- | -- | -- | --- | --- |
| Santa Tecla (C)      | 10 | 6  | 3  | 1  | 23 | 8  | 15  | 21  |
| Sonsonate (C)        | 10 | 5  | 3  | 2  | 27 | 17 | 10  | 18  |
| Luis Ángel Firpo (C) | 10 | 4  | 2  | 4  | 20 | 19 | 1   | 14  |
| Chalatenango (C)     | 10 | 4  | 2  | 4  | 14 | 19 | -5  | 14  |
| Isidro Metapán       | 10 | 2  | 4  | 4  | 10 | 12 | -2  | 10  |
| Águila               | 10 | 1  | 2  | 7  | 7  | 26 | -19 | 5   |

| L\V |       |       |       |       |       |       |
|     |       | 0 - 1 | 0 - 0 | 2 - 1 | 0 - 2 | 0 - 4 |
|     | 2 - 1 |       | 1 - 3 | 1 - 2 | 0 - 0 | 2 - 1 |
|     | 2 - 2 | 1 - 1 |       | 0 - 2 | 2 - 0 | 0 - 1 |
|     | 3 - 1 | 4 - 5 | 1 - 0 |       | 1 - 1 | 4 - 4 |
|     | 5 - 0 | 4 - 0 | 2 - 0 | 3 - 1 |       | 3 - 1 |
|     | 6 - 1 | 3 - 1 | 2 - 2 | 2 - 1 | 3 - 3 |       |

|  | Líder, clasificado a los cuartos de final. |
|  | Clasificados a los cuartos de final.       |

| \| Fecha \| Estadio (Ciudad) \| Local \| Resultado \| Visitante \| \| ------------------- \| ------------------------------------- \| ---------------- \| --------- \| ---------------- \| \| 20 de marzo de 2021 \| Nacional Las Delicias (Santa Tecla) \| Santa Tecla \| 3–1 \| Luis Ángel Firpo \| \| 20 de marzo de 2021 \| Ana Mercedes Campos (Sonsonate) \| Sonsonate \| 3–1 \| Chalatenango \| \| 27 de marzo de 2021 \| Juan Francisco Barraza (San Miguel) \| Águila \| 0–0 \| Isidro Metapán \| \| 30 de marzo de 2021 \| José Gregorio Martínez (Chalatenango) \| Chalatenango \| 1–2 \| Luis Ángel Firpo \| \| 31 de marzo de 2021 \| Juan Francisco Barraza (San Miguel) \| Águila \| 0–4 \| Sonsonate \| \| 31 de marzo de 2021 \| Jorge Calero Suárez (Metapán) \| Isidro Metapán \| 2–0 \| Santa Tecla \| \| 3 de abril de 2021 \| Sergio Torres Rivera (Usulután) \| Luis Ángel Firpo \| 1–0 \| Isidro Metapán \| \| 3 de abril de 2021 \| Nacional Las Delicias (Santa Tecla) \| Santa Tecla \| 3–1 \| Sonsonate \| \| 3 de abril de 2021 \| Juan Francisco Barraza (San Miguel) \| Águila \| 0–1 \| Chalatenango \| \| 7 de abril de 2021 \| José Gregorio Martínez (Chalatenango) \| Chalatenango \| 1–3 \| Isidro Metapán \| \| 7 de abril de 2021 \| Ana Mercedes Campos (Sonsonate) \| Sonsonate \| 2–1 \| Luis Ángel Firpo \| \| 7 de abril de 2021 \| Juan Francisco Barraza (San Miguel) \| Águila \| 0–2 \| Santa Tecla \| \| 10 de abril de 2021 \| Nacional Las Delicias (Santa Tecla) \| Santa Tecla \| 4–0 \| Chalatenango \| \| 10 de abril de 2021 \| Sergio Torres Rivera (Usulután) \| Luis Ángel Firpo \| 3–1 \| Águila \| \| 11 de abril de 2021 \| Jorge Calero Suárez (Metapán) \| Isidro Metapán \| 0–1 \| Sonsonate \| \| 16 de abril de 2021 \| Sergio Torres Rivera (Usulután) \| Luis Ángel Firpo \| 1–1 \| Santa Tecla \| \| 17 de abril de 2021 \| José Gregorio Martínez (Chalatenango) \| Chalatenango \| 2–1 \| Sonsonate \| \| 18 de abril de 2021 \| Jorge Calero Suárez (Metapán) \| Isidro Metapán \| 2–2 \| Águila \| \| 21 de abril de 2021 \| Sergio Torres Rivera (Usulután) \| Luis Ángel Firpo \| 4–5 \| Chalatenango \| \| 21 de abril de 2021 \| Nacional Las Delicias (Santa Tecla) \| Santa Tecla \| 2–0 \| Isidro Metapán \| \| 21 de abril de 2021 \| Ana Mercedes Campos (Sonsonate) \| Sonsonate \| 6–1 \| Águila \| \| 24 de abril de 2021 \| José Gregorio Martínez (Chalatenango) \| Chalatenango \| 2–1 \| Águila \| \| 25 de abril de 2021 \| Jorge Calero Suárez (Metapán) \| Isidro Metapán \| 0–2 \| Luis Ángel Firpo \| \| 25 de abril de 2021 \| Ana Mercedes Campos (Sonsonate) \| Sonsonate \| 3–3 \| Santa Tecla \| \| 27 de abril de 2021 \| Jorge Calero Suárez (Metapán) \| Isidro Metapán \| 1–1 \| Chalatenango \| \| 27 de abril de 2021 \| Nacional Las Delicias (Santa Tecla) \| Santa Tecla \| 5–0 \| Águila \| \| 27 de abril de 2021 \| Sergio Torres Rivera (Usulután) \| Luis Ángel Firpo \| 4–4 \| Sonsonate \| \| 2 de mayo de 2021 \| José Gregorio Martínez (Chalatenango) \| Chalatenango \| 0–0 \| Santa Tecla \| \| 2 de mayo de 2021 \| Juan Francisco Barraza (San Miguel) \| Águila \| 2–1 \| Luis Ángel Firpo \| \| 2 de mayo de 2021 \| Ana Mercedes Campos (Sonsonate) \| Sonsonate \| 2–2 \| Isidro Metapán \| |                                       |                  |           |                  |
| Fecha | Estadio (Ciudad)                      | Local            | Resultado | Visitante        |
| 20 de marzo de 2021 | Nacional Las Delicias (Santa Tecla)   | Santa Tecla      | 3–1       | Luis Ángel Firpo |
| 20 de marzo de 2021 | Ana Mercedes Campos (Sonsonate)       | Sonsonate        | 3–1       | Chalatenango     |
| 27 de marzo de 2021 | Juan Francisco Barraza (San Miguel)   | Águila           | 0–0       | Isidro Metapán   |
| 30 de marzo de 2021 | José Gregorio Martínez (Chalatenango) | Chalatenango     | 1–2       | Luis Ángel Firpo |
| 31 de marzo de 2021 | Juan Francisco Barraza (San Miguel)   | Águila           | 0–4       | Sonsonate        |
| 31 de marzo de 2021 | Jorge Calero Suárez (Metapán)         | Isidro Metapán   | 2–0       | Santa Tecla      |
| 3 de abril de 2021 | Sergio Torres Rivera (Usulután)       | Luis Ángel Firpo | 1–0       | Isidro Metapán   |
| 3 de abril de 2021 | Nacional Las Delicias (Santa Tecla)   | Santa Tecla      | 3–1       | Sonsonate        |
| 3 de abril de 2021 | Juan Francisco Barraza (San Miguel)   | Águila           | 0–1       | Chalatenango     |
| 7 de abril de 2021 | José Gregorio Martínez (Chalatenango) | Chalatenango     | 1–3       | Isidro Metapán   |
| 7 de abril de 2021 | Ana Mercedes Campos (Sonsonate)       | Sonsonate        | 2–1       | Luis Ángel Firpo |
| 7 de abril de 2021 | Juan Francisco Barraza (San Miguel)   | Águila           | 0–2       | Santa Tecla      |
| 10 de abril de 2021 | Nacional Las Delicias (Santa Tecla)   | Santa Tecla      | 4–0       | Chalatenango     |
| 10 de abril de 2021 | Sergio Torres Rivera (Usulután)       | Luis Ángel Firpo | 3–1       | Águila           |
| 11 de abril de 2021 | Jorge Calero Suárez (Metapán)         | Isidro Metapán   | 0–1       | Sonsonate        |
| 16 de abril de 2021 | Sergio Torres Rivera (Usulután)       | Luis Ángel Firpo | 1–1       | Santa Tecla      |
| 17 de abril de 2021 | José Gregorio Martínez (Chalatenango) | Chalatenango     | 2–1       | Sonsonate        |
| 18 de abril de 2021 | Jorge Calero Suárez (Metapán)         | Isidro Metapán   | 2–2       | Águila           |
| 21 de abril de 2021 | Sergio Torres Rivera (Usulután)       | Luis Ángel Firpo | 4–5       | Chalatenango     |
| 21 de abril de 2021 | Nacional Las Delicias (Santa Tecla)   | Santa Tecla      | 2–0       | Isidro Metapán   |
| 21 de abril de 2021 | Ana Mercedes Campos (Sonsonate)       | Sonsonate        | 6–1       | Águila           |
| 24 de abril de 2021 | José Gregorio Martínez (Chalatenango) | Chalatenango     | 2–1       | Águila           |
| 25 de abril de 2021 | Jorge Calero Suárez (Metapán)         | Isidro Metapán   | 0–2       | Luis Ángel Firpo |
| 25 de abril de 2021 | Ana Mercedes Campos (Sonsonate)       | Sonsonate        | 3–3       | Santa Tecla      |
| 27 de abril de 2021 | Jorge Calero Suárez (Metapán)         | Isidro Metapán   | 1–1       | Chalatenango     |
| 27 de abril de 2021 | Nacional Las Delicias (Santa Tecla)   | Santa Tecla      | 5–0       | Águila           |
| 27 de abril de 2021 | Sergio Torres Rivera (Usulután)       | Luis Ángel Firpo | 4–4       | Sonsonate        |
| 2 de mayo de 2021 | José Gregorio Martínez (Chalatenango) | Chalatenango     | 0–0       | Santa Tecla      |
| 2 de mayo de 2021 | Juan Francisco Barraza (San Miguel)   | Águila           | 2–1       | Luis Ángel Firpo |
| 2 de mayo de 2021 | Ana Mercedes Campos (Sonsonate)       | Sonsonate        | 2–2       | Isidro Metapán   |

## Fase final
|  | Cuartos de final                       | Cuartos de final                       | Cuartos de final                       | Cuartos de final                       | Cuartos de final                       |   |    | Semifinales                                    | Semifinales                                    | Semifinales                                    | Semifinales                                    | Semifinales                                    |  |    | Final      | Final      | Final      |  |
|  | 5 y 6 de mayo (ida) 8 de mayo (vuelta) | 5 y 6 de mayo (ida) 8 de mayo (vuelta) | 5 y 6 de mayo (ida) 8 de mayo (vuelta) | 5 y 6 de mayo (ida) 8 de mayo (vuelta) | 5 y 6 de mayo (ida) 8 de mayo (vuelta) |   |    | 15 y 16 de mayo (ida) 22 y 23 de mayo (vuelta) | 15 y 16 de mayo (ida) 22 y 23 de mayo (vuelta) | 15 y 16 de mayo (ida) 22 y 23 de mayo (vuelta) | 15 y 16 de mayo (ida) 22 y 23 de mayo (vuelta) | 15 y 16 de mayo (ida) 22 y 23 de mayo (vuelta) |  |    | 29 de mayo | 29 de mayo | 29 de mayo |  |
|  |                                        |                                        |                                        |                                        |                                        |   |    |                                                |                                                |                                                |                                                |                                                |  |    |            |            |            |  |
|  |                                        |                                        |                                        |                                        |                                        |   |    |                                                |                                                |                                                |                                                |                                                |  |    |            |            |            |  |
|  | A1                                     | FAS                                    | 7                                      | 9                                      | 16                                     |   |    |                                                |                                                |                                                |                                                |                                                |  |    |            |            |            |  |
|  | A1                                     | FAS                                    | 7                                      | 9                                      | 16                                     |   |    |                                                |                                                |                                                |                                                |                                                |  |    |            |            |            |  |
|  | B4                                     | Chalatenango                           | 3                                      | 1                                      | 4                                      |   |    |                                                |                                                |                                                |                                                |                                                |  |    |            |            |            |  |
|  | B4                                     | Chalatenango                           | 3                                      | 1                                      | 4                                      |   | A1 | FAS                                            | 2                                              | 4                                              | 6                                              |                                                |  |    |            |            |            |  |
|  |                                        |                                        |                                        |                                        |                                        |   | A1 | FAS                                            | 2                                              | 4                                              | 6                                              |                                                |  |    |            |            |            |  |
|  |                                        |                                        | A3                                     | Municipal Limeño                       | 4                                      | 1 | 5  |                                                |                                                |                                                |                                                |                                                |  |    |            |            |            |  |
|  | B2                                     | Sonsonate                              | A3                                     | Municipal Limeño                       | 4                                      | 1 | 5  | 2                                              | 1                                              | 3                                              |                                                |                                                |  |    |            |            |            |  |
|  | B2                                     | Sonsonate                              |                                        |                                        |                                        |   |    |                                                |                                                | 3                                              |                                                |                                                |  |    |            |            |            |  |
|  | A3                                     | Municipal Limeño                       | 2                                      | 4                                      | 6                                      |   |    |                                                |                                                |                                                |                                                |                                                |  |    |            |            |            |  |
|  | A3                                     | Municipal Limeño                       | 2                                      | 4                                      | 6                                      |   |    |                                                |                                                |                                                |                                                |                                                |  | A1 | FAS        | 1 (3)      |            |  |
|  |                                        |                                        |                                        |                                        |                                        |   |    |                                                |                                                |                                                |                                                |                                                |  | A1 | FAS        | 1 (3)      |            |  |
|  |                                        |                                        | A2                                     | Alianza Women                          | 1 (2)                                  |   |    |                                                |                                                |                                                |                                                |                                                |  |    |            |            |            |  |
|  | B1                                     | Santa Tecla                            | A2                                     | Alianza Women                          | 1 (2)                                  | 4 | 7  | 11                                             |                                                |                                                |                                                |                                                |  |    |            |            |            |  |
|  | B1                                     | Santa Tecla                            |                                        |                                        |                                        |   |    |                                                |                                                |                                                |                                                |                                                |  |    |            |            |            |  |
|  | A4                                     | Atlético Marte                         | 1                                      | 0                                      | 1                                      |   |    |                                                |                                                |                                                |                                                |                                                |  |    |            |            |            |  |
|  | A4                                     | Atlético Marte                         | 1                                      | 0                                      | 1                                      |   | B1 | Santa Tecla                                    | 0                                              | 2                                              | 2                                              |                                                |  |    |            |            |            |  |
|  |                                        |                                        |                                        |                                        |                                        |   | B1 | Santa Tecla                                    | 0                                              | 2                                              | 2                                              |                                                |  |    |            |            |            |  |
|  |                                        |                                        | A2                                     | Alianza Women                          | 5                                      | 5 | 10 |                                                |                                                |                                                |                                                |                                                |  |    |            |            |            |  |
|  | A2                                     | Alianza Women                          | A2                                     | Alianza Women                          | 5                                      | 5 | 10 | 9                                              | 2                                              | 11                                             |                                                |                                                |  |    |            |            |            |  |
|  | A2                                     | Alianza Women                          |                                        |                                        |                                        |   |    |                                                |                                                | 11                                             |                                                |                                                |  |    |            |            |            |  |
|  | B3                                     | Luis Ángel Firpo                       | 1                                      | 1                                      | 2                                      |   |    |                                                |                                                |                                                |                                                |                                                |  |    |            |            |            |  |
|  | B3                                     | Luis Ángel Firpo                       | 1                                      | 1                                      | 2                                      |   |    |                                                |                                                |                                                |                                                |                                                |  |    |            |            |            |  |
|  |                                        |                                        |                                        |                                        |                                        |   |    |                                                |                                                |                                                |                                                |                                                |  |    |            |            |            |  |

### Cuartos de final

#### FAS - Chalatenango
| 5 de mayo de 2021, 15:00 | Chalatenango | 3 - 7 | FAS | Estadio José Gregorio Martínez, Chalatenango, Chalatenango |  |

| 8 de mayo de 2021, 11:00 | FAS | 9 - 1 (Global 16 - 4) | Chalatenango | Estadio Óscar Alberto Quiteño, Santa Ana, Santa Ana |  |

#### Municipal Limeño - Sonsonate
| 5 de mayo de 2021, 18:00 | Sonsonate | 2 - 2 | Municipal Limeño | Estadio Ana Mercedes Campos, Sonsonate, Sonsonate |  |

| 8 de mayo de 2021, 15:00 | Municipal Limeño | 4 - 1 (Global 6 - 3) | Sonsonate | Estadio Ramón Flores Berríos, Santa Rosa de Lima, La Unión |  |

#### Santa Tecla - Atlético Marte
| 6 de mayo de 2021, 15:00 | Atlético Marte | 1 - 4 | Santa Tecla | Estadio Vitoria, Nejapa, San Salvador |  |

| 8 de mayo de 2021, 18:30 | Santa Tecla | 7 - 0 (Global 11 - 1) | Atlético Marte | Estadio Nacional Las Delicias, Santa Tecla, La Libertad |  |

#### Luis Ángel Firpo - Alianza Women
| 5 de mayo de 2021, 15:15 | Alianza Women | 9 - 1 | Luis Ángel Firpo | Estadio Cuscatlán, San Salvador, San Salvador |  |

| 8 de mayo de 2021, 14:00 | Luis Ángel Firpo | 1 - 2 (Global 2 - 11) | Alianza Women | Estadio Sergio Torres Rivera, Usulután, Usulután |  |

### Semifinales

#### FAS - Municipal Limeño
| 15 de mayo de 2021, 14:30 | Municipal Limeño | 4 - 2 | FAS | Estadio Ramón Flores Berríos, Santa Rosa de Lima, La Unión |  |

| 22 de mayo de 2021, 14:30 | FAS | 4 - 1 (Global 6 - 5) | Municipal Limeño | Estadio Óscar Alberto Quiteño, Santa Ana, Santa Ana |  |

#### Santa Tecla - Alianza Women
| 15 de mayo de 2021, 13:00 | Alianza Women | 5 - 0 | Santa Tecla | Estadio Cuscatlán, San Salvador, San Salvador |  |

| 22 de mayo de 2021, 15:00 | Santa Tecla | 2 - 5 (Global 2 - 10) | Alianza Women | Estadio Nacional Las Delicias, Santa Tecla, La Libertad |  |

### Final
| 29 de mayo de 2021, 19:00 | FAS | 1 - 1 (3 - 2 p.) | Alianza Women | Estadio Nacional Las Delicias, Santa Tecla, La Libertad |  |

|                        |
| Campeón FAS 2.° título |